# Heber J. Grant
Heber Jeddy Grant (Salt Lake City, Utah, 22 de Novembro de 1856 — Salt Lake City, Utah, 14 de Maio de 1945), foi um religioso estadunidense, sétimo presidente de A Igreja de Jesus Cristo dos Santos dos Últimos Dias.